# Davy (månkrater)
Davy är en liten nedslagskrater på månen som är lokaliserad till den östra kanten av Mare Nubium. Till öster övertäcker den de av lava översvämmade resterna av satellitkratern Davy Y, en formation vilken innehåller en kraterkedja kallad Catena Davy. Till sydöst om Davy ligger den framträdande kratern Alphonsus.
Davys yttre kraterrand är låg och insidan har delvis fått en ny yta. Omkretsen är något polygonal i formen, speciellt den västra halvan. Den sydöstra kraterranden har blivit övertäckt av kratern Davy A. Den senare är skålformad med ett trångt bergspass i den norra kraterranden. Davys insida saknar en central upphöjning, även om det finns några låga centrala höjder. Davy Y:s kraterrand formar en låg kamm som går från den norra yttre kraterranden. 

## Kraterkedjan Davy
Denna linjära rad av 23 små kratrar går från mittpunkten av Davy Y mot kratern Ptolemaeus. De följer en något böjd kurs mot öst-nordöst. Kedjan är lokaliserad till de selenografiska koordinaterna 11.0° S, 7.0° W och har en diameter av 50 kilometer. 
Denna formation tros inte bero på sekundära kraternedslag då de inte är i linje med en passande ursprungskrater. 
Den troligaste orsaken anses vara att en kropp bröts samman i mindre delar före nedslaget på grund av tidvattenkrafter. Bilder med hög resolution har visat att kratrarna formades vid ungefär samma tidpunkt då utkastat material från de enskilda kratrarna inte täcker kratrarna bredvid. Det är dock vissa forskare som tror att denna kedja med kratrar har ett vulkaniskt ursprung. 

### Inofficiella namn för sex av kratrarna i kedjan
År 1974 gavs sex av kratrarna i kedjan inofficiella namn för att användas i samband med NASA:s Topophotomap 77D1S1(10). Dessa namn, som listas här under, antogs sedan av IAU. Deras position i kedjan är inte lätt att särskilja baserade på deras officiella koordinater, men är lätta att identifiera på en topophotomap.
| Krater    | Koordinater                   | Diameter | Eponym              |
| --------- | ----------------------------- | -------- | ------------------- |
| Alan      | 10°54′S 6°06′V / 10.9°S 6.1°V | 2.0 km   | Irländskt mansnamn  |
| Delia     | 10°54′S 6°06′V / 10.9°S 6.1°V | 2.0 km   | Grekiskt kvinnonamn |
| Harold    | 10°54′S 6°00′V / 10.9°S 6.0°V | 2.0 km   | Engelskt mansnamn   |
| Osman     | 11°00′S 6°12′V / 11.0°S 6.2°V | 2.0 km   | Turkiskt mansnamn   |
| Priscilla | 10°54′S 6°12′V / 10.9°S 6.2°V | 1.8 km   | Latinskt kvinnonamn |
| Susan     | 11°00′S 6°18′V / 11.0°S 6.3°V | 1.0 km   | Engelskt kvinnonamn |

## Satellitkratrar
På månkartor är dessa objekt genom konvention identifierade genom att placera ut bokstaven på den sida av kraterns mittpunkt som är närmast kratern Davy.
| Davy | Latitud | Longitud | Diameter |
| ---- | ------- | -------- | -------- |
| A    | 12.2° S | 7.7° V   | 15 km    |
| B    | 10.8° S | 8.9° V   | 7 km     |
| C    | 11.2° S | 7.0° V   | 3 km     |
| G    | 10.4° S | 5.1° V   | 16 km    |
| K    | 10.2° S | 9.5° V   | 3 km     |
| U    | 12.9° S | 7.1° V   | 3 km     |
| Y    | 11.0° S | 7.1° V   | 70 km    |